# Okabe
Okabe ili Occabe je 1456 m visok pirenejski vrh u pokrajini Donja Navara u Baskiji. 

## Ime
Okabe je hidronim prema izvoru koji se nalazi na južnoj padini. 

## Topografija
Planina Okabe leži na pirenejskom slijevu. Cromlechi nazvani harrespils leže na zapadnoj padini masiva. 
Na visoravni Okabe pronađeno je 26 kromleha i harrespila. Možda područje drevnog stočarskog prolaza, nema pisanog spomena koji nudi ikakvo objašnjenje za prisutnost tih prapovijesnih i protopovijesnih relikvija. Istraživači su otkrili popločani pod i ostatke drvenog ugljena i pepela u sredini prstena. Kremirana tijela i nadgrobni rituali sugeriraju da je to bila nekropola.

## Prilaz
Mogući pristupi vrhu iz pravca grada Estérençuby (na baskijskom:Ezterenzubi ) ili šume Irati.